# Dito di Dio
Der Dito di Dio (italienisch für Finger Gottes) ist ein 2603 m s.l.m. hoher, ausgesprochen markanter Gipfel in den Dolomiten in der italienischen Provinz Belluno. Zusammen mit dem darunter gelegenen Lago di Sorapiss bildet er das bekannteste Fotomotiv der Sorapissgruppe.

## Lage und Umgebung
Der Dito di Dio liegt in der zentralen Sorapissgruppe nordöstlich der Punta Sorapiss, mit der ihn über die Punta Zurlon (2720 m) ein Grat verbindet. Westlich und östlich des Gipfels vereinigen sich zwei Kare zum Circo del Sorapiss, in das sich der Lago di Sorapiss bettet. Der türkisblaue See gilt als eines der Herzstücke des Parco Naturale delle Dolomiti d’Ampezzo sowie des UNESCO-Welterbes „Nördliche Dolomiten“. Der nächstgelegene Stützpunkt ist das Rifugio Vandelli (1928 m) südlich vom Passo Tre Croci in unmittelbarer Nähe des Seeufers. Hier verlaufen die Dolomiten-Höhenwege 3 und 4.

## Alpinismus
Die Erstbesteigung der kühnen Felsnadel glückte 1899 Viktor Wolf von Glanvell mit Günther Freiherr von Saar. Dennoch wird der Gipfel heute vor allem mit Emilio Comici in Verbindung gebracht, der hier zwei für die damalige Zeit bahnbrechende Routen eröffnete. Am 24. August 1929 gelang ihm mit Giordano Bruno Fabjan die erste Durchsteigung der rund 500 Meter hohen Nordwestwand (V). Im September 1936 bewältigte er mit Piero Mazzorana und Sandro Del Torso die Nordwand (VI). Für dieses heikle Unterfangen benötigte er insgesamt 13 Stunden. Diese Route wird auch heute noch begangen und von heimischen Bergführern angeboten. Die Nordostkante (V) wurde am 29. Juni 1958 durch zwei Mitglieder der Scoiattoli di Cortina erschlossen.

## Aufstieg
Der äußerst anspruchsvolle Aufstieg erfolgt heute zumeist über die von Comici/Mazzorana/Torso erstbegangene Nordwand. Die Route im VI. Schwierigkeitsgrad erfordert neben ausgezeichneter Kondition, sehr gute Kletterfähigkeiten sowie entsprechendes Equipment. Als Ausgangspunkt für die 10- bis 12-stündige Tour dient das Rifugio Vandelli.